# Ільмівська сільська рада
І́льмівська сільська́ ра́да — адміністративно-територіальна одиниця та орган місцевого самоврядування в Городнянському районі Чернігівської області. Адміністративний центр — село Ільмівка.

## Загальні відомості
Ільмівська сільська рада утворена у 1967 році.
- Територія ради: 54,02 км²
- Населення ради: 575 осіб (станом на 2001 рік)

## Населені пункти
Сільській раді були підпорядковані населені пункти:
- с. Ільмівка
- с. Ближнє
- с. Карпівка
- с. Мости
- с. Світанок

### Колишні населені пункти
- с. Марочкине, зняте з обліку 2013 року

## Склад ради
Рада складалася з 12 депутатів та голови.
- Голова ради: Гавриленко Сергій Володимирович
- Секретар ради: Хихлуха Тетяна Михайлівна

### Керівний склад попередніх скликань
| Прізвище, ім'я, по батькові     | Основні відомості                                                 | Дата обрання | Дата звільнення |
| ------------------------------- | ----------------------------------------------------------------- | ------------ | --------------- |
| Гавриленко Сергій Володимирович | Сільський голова, 1958 року народження, освіта вища, безпартійний | 26.03.2006   | 31.10.2010      |
| Гавриленко Сергій Володимирович | Сільський голова, 1958 року народження, освіта вища, безпартійний | 31.10.2010   |                 |

Примітка: таблиця складена за даними сайту Верховної Ради України

### Депутати
За результатами місцевих виборів 2010 року депутатами ради стали:
- Кількість мандатів: 12
- Кількість мандатів, отриманих за результатами виборів: 11
- Кількість мандатів, що залишаються вакантними: 1

#### За суб'єктами висування
| Суб'єкт висування | Кількість обраних депутатів | %    |
| ----------------- | --------------------------- | ---- |
| Самовисування     | 5                           | 45,5 |
| Партія регіонів   | 4                           | 36,4 |
| Єдиний Центр      | 1                           | 9,1  |
| Народна партія    | 1                           | 9,1  |

#### За округами
| № округу        | Прізвище, ім'я, по батькові    | Дата визнання обраним | Освіта             | Партійна приналежність | Відомості про обраного депутата                         |
| --------------- | ------------------------------ | --------------------- | ------------------ | ---------------------- | ------------------------------------------------------- |
| Єдиний Центр    |                                |                       |                    |                        |                                                         |
| 11              | Малявін Юрій Іванович          | 05.11.2010            | середня спеціальна | член Єдиного Центру    | Бобровицький молокозавод, приймальник молока            |
| Народна Партія  |                                |                       |                    |                        |                                                         |
| 2               | Хихлуха Тетяна Михайлівна      | 05.11.2010            | вища               | позапартійна           | Ільмівська сільська рада, секретар                      |
| Партія регіонів |                                |                       |                    |                        |                                                         |
| 1               | Кожедуб Василь Михайлович      | 05.11.2010            | середня            | член Партії регіонів   | приватний підприємець                                   |
| 4               | Грищенко Ірина Іванівна        | 05.11.2010            | середня спеціальна | член Партії регіонів   | Ільмівський фельдшерсько-акушерський пункт, завідувачка |
| 7               | Маляренко Григорій Григорович  | 05.11.2010            | середня            | член Партії регіонів   | пенсіонер                                               |
| 10              | Грищенко Тетяна Петрівна       | 05.11.2010            | середня            | член Партії регіонів   | пенсіонер                                               |
| Самовисування   |                                |                       |                    |                        |                                                         |
| 3               | Маляренко Лідія Миколаївна     | 05.11.2010            | середня            | позапартійна           | тимчасово не працює                                     |
| 6               | Зан Світлана Василівна         | 05.11.2010            | середня            | позапартійна           | тимчасово не працює                                     |
| 8               | Євстратенко Людмила Михайлівна | 05.11.2010            | середня            | позапартійна           | ВАСТ «Гарантія», агент                                  |
| 9               | Халюк Станіслав Миколайович    | 05.11.2010            | середня            | позапартійний          | Чернігівське управління водного господарства, робітник  |
| 12              | Провалинська Оксана Іванівна   | 05.11.2010            | середня            | позапартійна           | тимчасово не працює                                     |